# Apsilochorema
Apsilochorema är ett släkte av nattsländor. Apsilochorema ingår i familjen Hydrobiosidae.

## Dottertaxa tillApsilochorema, i alfabetisk ordning[1]
- Apsilochorema agassizi
- Apsilochorema akis
- Apsilochorema annandalei
- Apsilochorema anosoana
- Apsilochorema banksi
- Apsilochorema buergersi
- Apsilochorema cabang
- Apsilochorema caledonicum
- Apsilochorema cheesmanae
- Apsilochorema chelicerum
- Apsilochorema clavator
- Apsilochorema clavigerum
- Apsilochorema corymbosum
- Apsilochorema dakchinam
- Apsilochorema diffine
- Apsilochorema eliud
- Apsilochorema epimetheus
- Apsilochorema excisum
- Apsilochorema extensum
- Apsilochorema falculiferum
- Apsilochorema gisbum
- Apsilochorema hrasvam
- Apsilochorema hwangi
- Apsilochorema indicum
- Apsilochorema iranicum
- Apsilochorema kinabalu
- Apsilochorema luzonicum
- Apsilochorema malayanum
- Apsilochorema malickyi
- Apsilochorema mancum
- Apsilochorema monicae
- Apsilochorema moselyellum
- Apsilochorema moselyi
- Apsilochorema natibhinnam
- Apsilochorema nigrum
- Apsilochorema nilgri
- Apsilochorema nosoanhamum
- Apsilochorema obliquum
- Apsilochorema oxypages
- Apsilochorema rossi
- Apsilochorema segitiga
- Apsilochorema sutshanum
- Apsilochorema tajuk
- Apsilochorema tanum
- Apsilochorema tigmatejanam
- Apsilochorema tonkinensis
- Apsilochorema unciferum
- Apsilochorema unculatum
- Apsilochorema urdalum
- Apsilochorema utchtchunam
- Apsilochorema vaneyam
- Apsilochorema zimmermani